# أشوكا
الإمبراطور أشوكا أو أسوكا (Ashoka, Asoka). ولد عام 304 قبل الميلاد وتوفي عام 232 قبل الميلاد، كان أهم حكام الإمبراطورية الماورية بالهند وهو من قام ببناء أعمدة أشوكا التي نقش عليها أوامر الإمبراطورية الماورية باللغة البرهمية.
أشوكا من أعظم ملوك الهند في التاريخ، حكم بين 273-232ق.م، ينتمي إلى أسرة موريا التي حكمت البلاد بين 321 و185ق.م. وكان له دور كبير في ترسيخ وحدة بلاد شبه قارة الهند، وفي نشر تعاليم البوذية في الهند وخارجها. وويقال احب فتاة قبل زوجتة

## عصر أشوكا وأسرة موريا
عقب حملة الاسكندر المقدوني على بلاد الشرق، التي اجتاح بها الامبراطورية الفارسية الأخمينية وبلاد الهند ظهرت على المسرح الهندي شخصية مهمة كان لها تأثير خطير في تاريخ الهند القديم: شاندرا غوبتا (ساندرا كوتوس عند المؤلفين الإغريق الكلاسيكيين). ولا يعرف أصل هذا الرجل على وجه الدقة، لكنه استطاع أن يؤسس نحو عام 321 ق.م أسرة حاكمة في الهند هي أسرة موريا، التي كان أشوكا أشهر ملوكها.
امتدت مملكة شاندرا غوبتا، التي كان ظهورها رداً على الغزو المقدوني ـ الهلّيني، من وادي السند (الهندوس) إلى بلاد البنغال، ومن جبال هيمالايا شمالاً إلى جبال بانديا، وأقيمت أسس الدولة على هدي التعاليم البراهمانية الهندوسية، وبمساعدة واحد من أعظم حكماء الهند هو الوزير كوتيليا، صاحب أقدم رسالة في السياسة (أرتاشاسترا)، تحدث فيها عن مستلزمات نظام الدولة، وعن الاقتصاد والضرائب وأصول الحكم.

ونمت إبان حكم هذه الأسرة العلاقات التجارية والحضارية والثقافية مع دول المشرق التي كانت تحكمها أسرات حاكمة هلينية في سورية ومصر، في حين نهض الإيرانيون في وجه النفوذ الهليني بتأسيس المملكة الفرثية في أواسط القرن الثالث ق.م.
خلف شاندرا غوبتا بعد موته ابنه الذي تذكره المصادر اليونانية باسم «أميتروخاتس» Amithrochates، نقلاً عن السنسكريتية «أميتراغاتا» Amithraghata، أي محارب الأعداء. ويظن أن هذا اللقب يظهر الدور الحربي للعاهل الذي تذكره المصادر البوذية باسمه: «بندوسارا» أو «بدرا سارا» أو «ناندا سارا»، وهو والد أشوكا. ولا يعرف عن حياته إلا القليل.
تطورت العلاقات الدبلوماسية في أيام بندو سارا بين الهند من جهة والمملكة السورية السلوقية في أيام سلوقس الأول نيكاتور، والمملكة المصرية البطلمية في حكم بطلميوس الثاني فيلادلفوس من جهة أخرى.
وتتحدث الوثائق عن تبادل السفارات بين هذه الدول، الأمر الذي ترك أثراً عميقاً في تنمية العلاقات التجارية وفي تبادل المؤثرات الفنية والثقافية.

## حُكم أشوكا

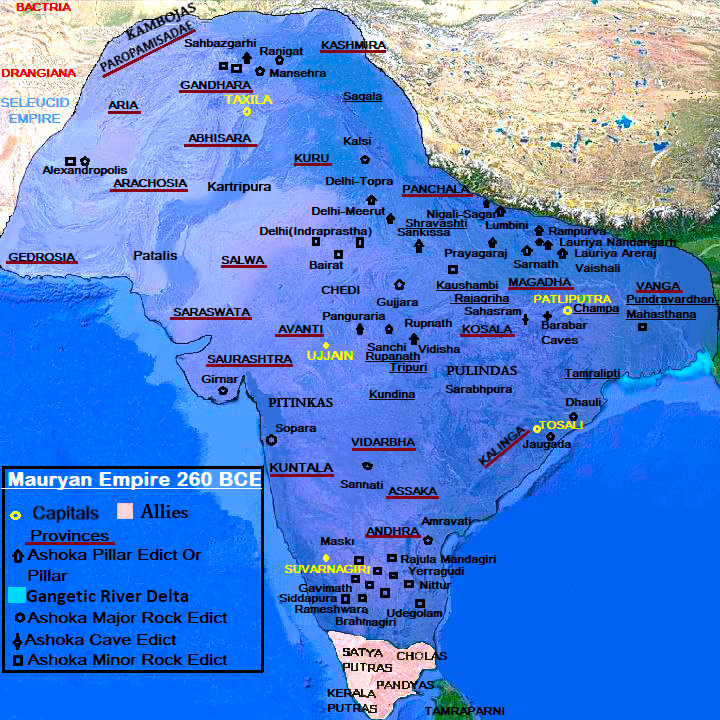

ولد أشوكا في بيتاليبوترا. وتلقى تعليماً ممتازاً مدة عشر سنوات قبل أن يعهد إليه والده في مهمات للمشاركة في حمل أعباء المُلك معه، واكتسب خبرة في إدارة المملكة إذ كان نائباً للملك في عدد من المقاطعات. وعند موت أبيه لم يكن أحقَّ أخوته بالوراثة ولكنه كان أفضلهم بما كسبه من خبرة إدارية ومن تأييد الوزير القوي رادغوبتا. فعمل جاهداً على المحافظة على وحدة المملكة وسعى إلى توسيع حدودها، وإلى إقامة علاقات طيبة بين الحاكم والرعية.

ولكن احتلال أشوكا منطقة كالينغا (أوريسا اليوم) في بلاد البنغال عام 261 ق.م لبسط سيطرة أسرة موريا عليها، كان منعطفاً تاريخياً في حياته، فقد حوّل الحدث العاهل المحارب الفاتح إلى رسول للتسامح والأخوّة الإنسانية، بعد أن فُجع بوقائع الحروب وآلامها وآثارها المأسوية على الناس. 

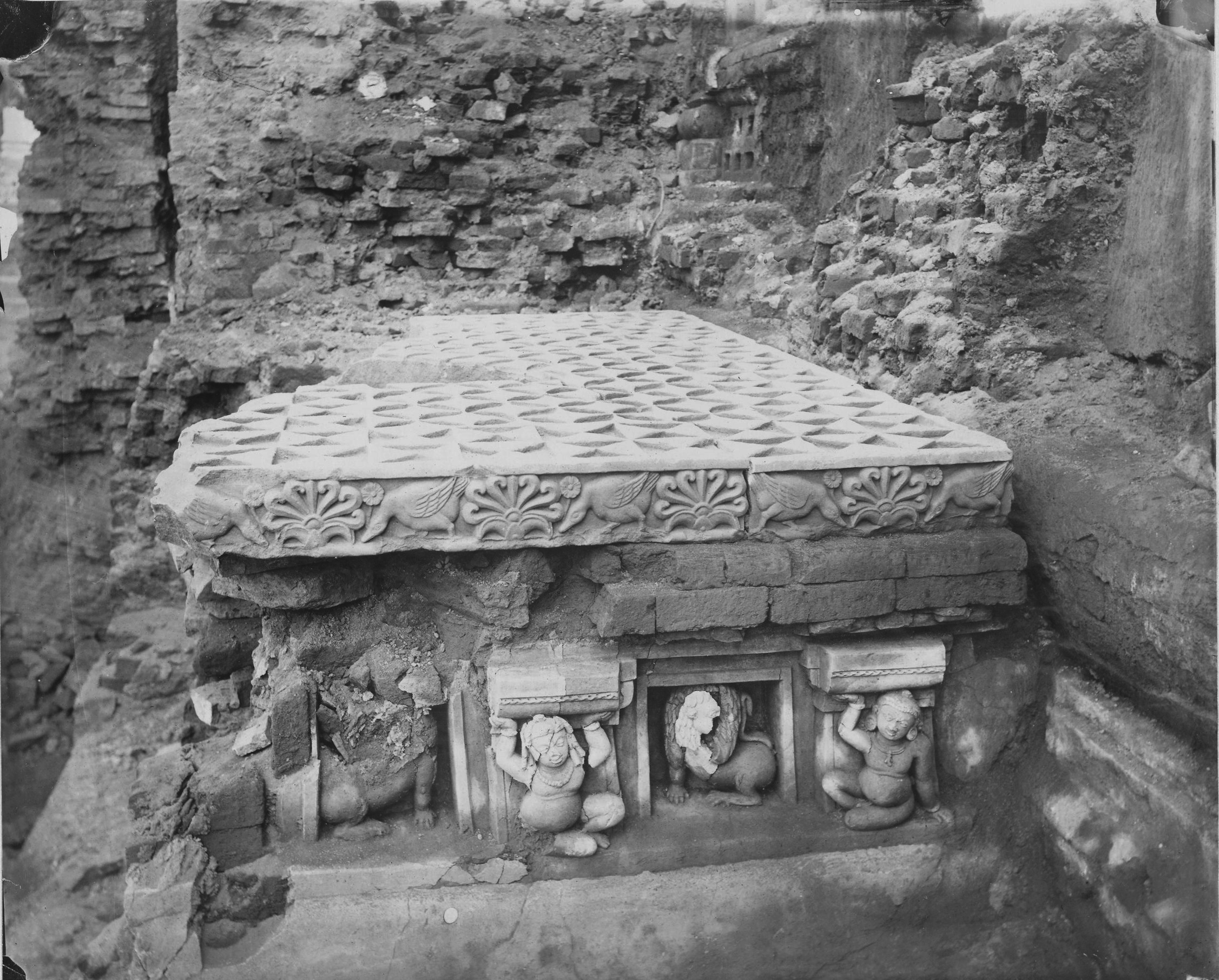
العرش الماسي الذي بناها أشوكا في معبد مهابودهي في بود جايا، في المكان الذي بلغ فيه بوذا التنوير

وهكذا تعزَّز لديه الإيمان بالتعاليم الدينية الهندية التي تدعو إلى احترام الحياة بكل صورها، فاعتنق التعاليم البوذية بلا تعصب من دون أن يتخلى عن كل شيء في الديانة البرهمية ومن دون أن ينكر معتقدات الآخرين. وعمل أشوكا في سياسته الحازمة على تطوير توجهات البوذية، ومهّد لجعلها ديانة عالمية بإرسال الدعاة إلى أنحاء البلاد: إلى كشمير وسري لانكة وشرقي الهند.
وتدل الوثائق الهلنستية على أن البوذية كانت معروفة في أنطاكية وفي الإسكندرية منذ ذلك العصر.
استطاع أشوكا بسياسته الحكيمة والبصيرة أن يوحد تحت حكمه كل شبه القارة الهندية، باستثناء أسّام في أقصى الشمال والدكّن (موطن التامول أو التاميل) في أقصى الجنوب. وكان من أكثر رجال الدولة نجاحاً في الربط بين الأخلاق والسياسة، بالتوفيق بين المثالية في تعاليم بوذا والوصولية في سياسة كوتيليا الذي يماثل في الثقافة الهندية مكيافيلّي في الثقافة الغربية الأوربية.

## مآثر أشوكا وتعاليمه

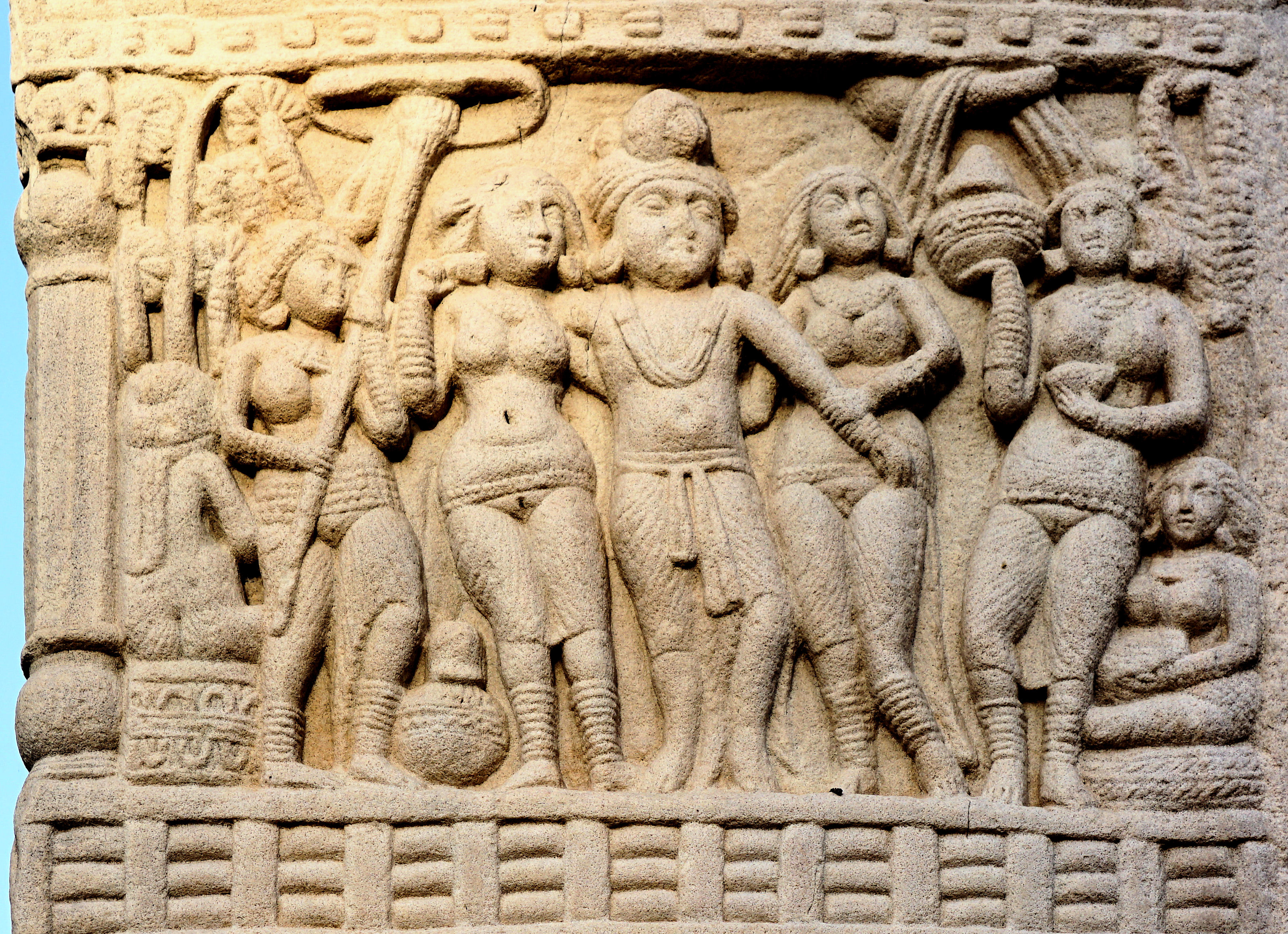
الامبراطور أشوكا و امرأته في استراحة في سانجي.

اهتم أشوكا بتنظيم الإدارة، وعمل على تبادل المسؤوليات دورياً بين كبار المسؤولين بصورة يتمكنون بها من التمرس بمسؤوليات الإدارة واكتساب خبرة واسعة وعلى أفضل وجه. وعيّن موظفين، ذارما ماهاماترا (أنصار الحق)، أوكلت إليهم مسؤولية نُصرة الحق (ذارما) على القوة (داندا)، كالمراقبين الذين كان لهم نفوذ واسع في الامبراطورية الرومانية، والمحتسب في الدولة العربية الإسلامية.

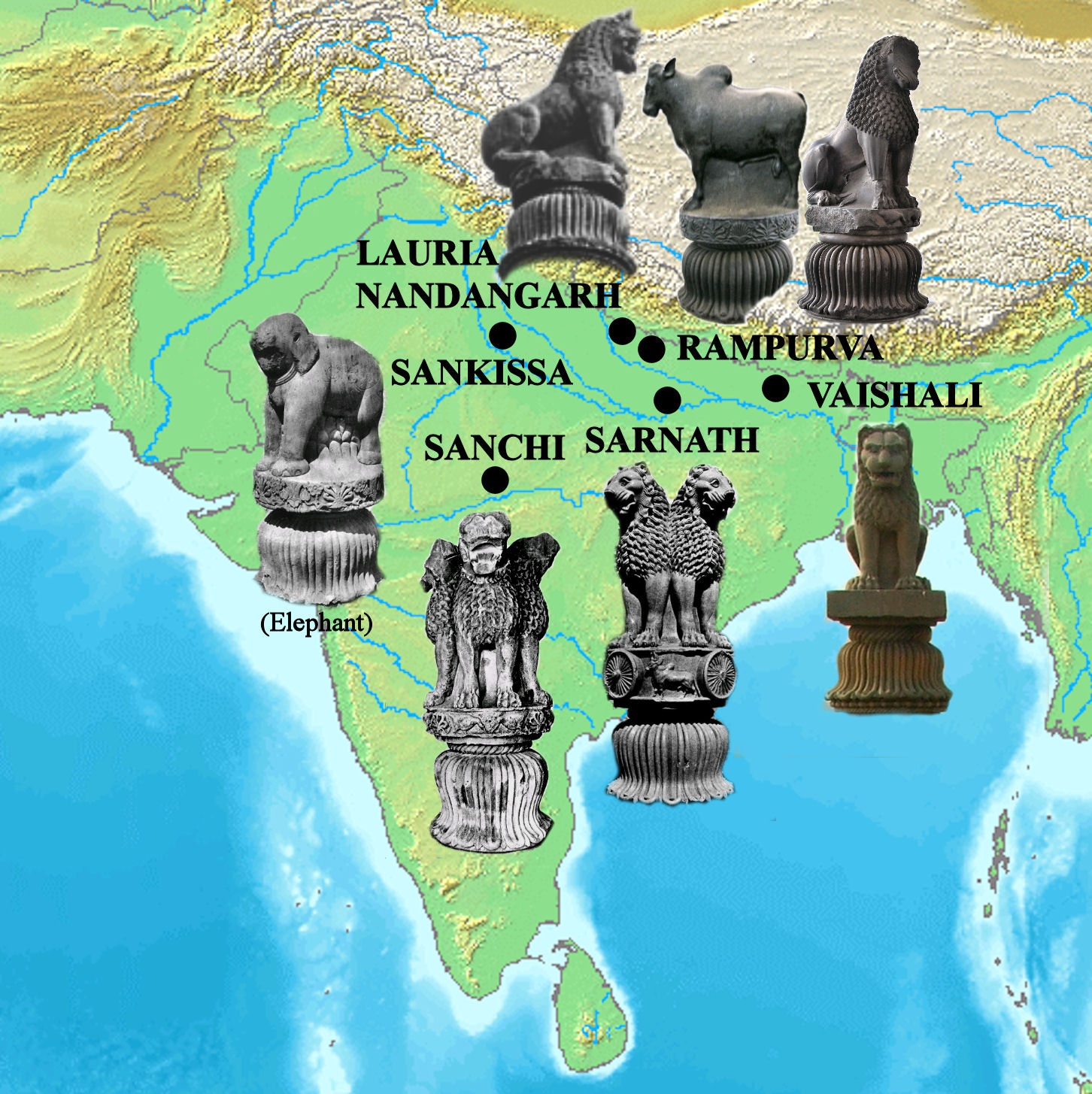
التوزيع الجغرافي للعواصم المعروفة لأعمدة أشوكا. ويعتقد أن جميع هذه تم بتكليف من أشوكا.

وعلى عهد هذا العاهل الهندي بُذل جهد كبير لحماية طرق المواصلات ولرعاية المسافرين بغرس الأشجار على امتداد طرق القوافل، وببناء الاستراحات والمحطات وبتهيئة الملاجئ والمآوي. وأمر بنقش تعاليمه على مسلاّت حجرية نشرت في مناطق عدة، أو على جرف الصخور للتبشير بتعاليم الهند وبفكر عاهلها الكبير الذي وصف في الوثائق القديمة بالمحبوب والتقيّ والناسك والعادل.
وتدل هذه الألقاب على ما حظي به اسمه من مرتبة عظيمة بين ملوك الهند القديمة.تفرد أشوكا في تاريخ الهند بالجمع بين السلطات الزمنية والسلطات الروحية. وكان شديد الاقتناع بقيمه الأخلاقية ويعدّ نفسه حاملاً لرسالة الدعوة إليها ويأتي في مقدمتها نبذ العنف، والعدل بين الناس.
ومن أكثر أقواله التصاقاً بشخصه:
| أشوكا | كل الناس أبنائي، وليس من واجب على المرء أسمى من العمل لخير الإنسانية كلها | أشوكا |

وهي من التعاليم التي دعا إليها المهاتما غاندي صانع الهند الحديثة.